# 道の駅オアシスなんもく
道の駅オアシスなんもく（みちのえき オアシスなんもく）は、群馬県甘楽郡南牧村にある群馬県道45号下仁田上野線の道の駅である。

## 施設

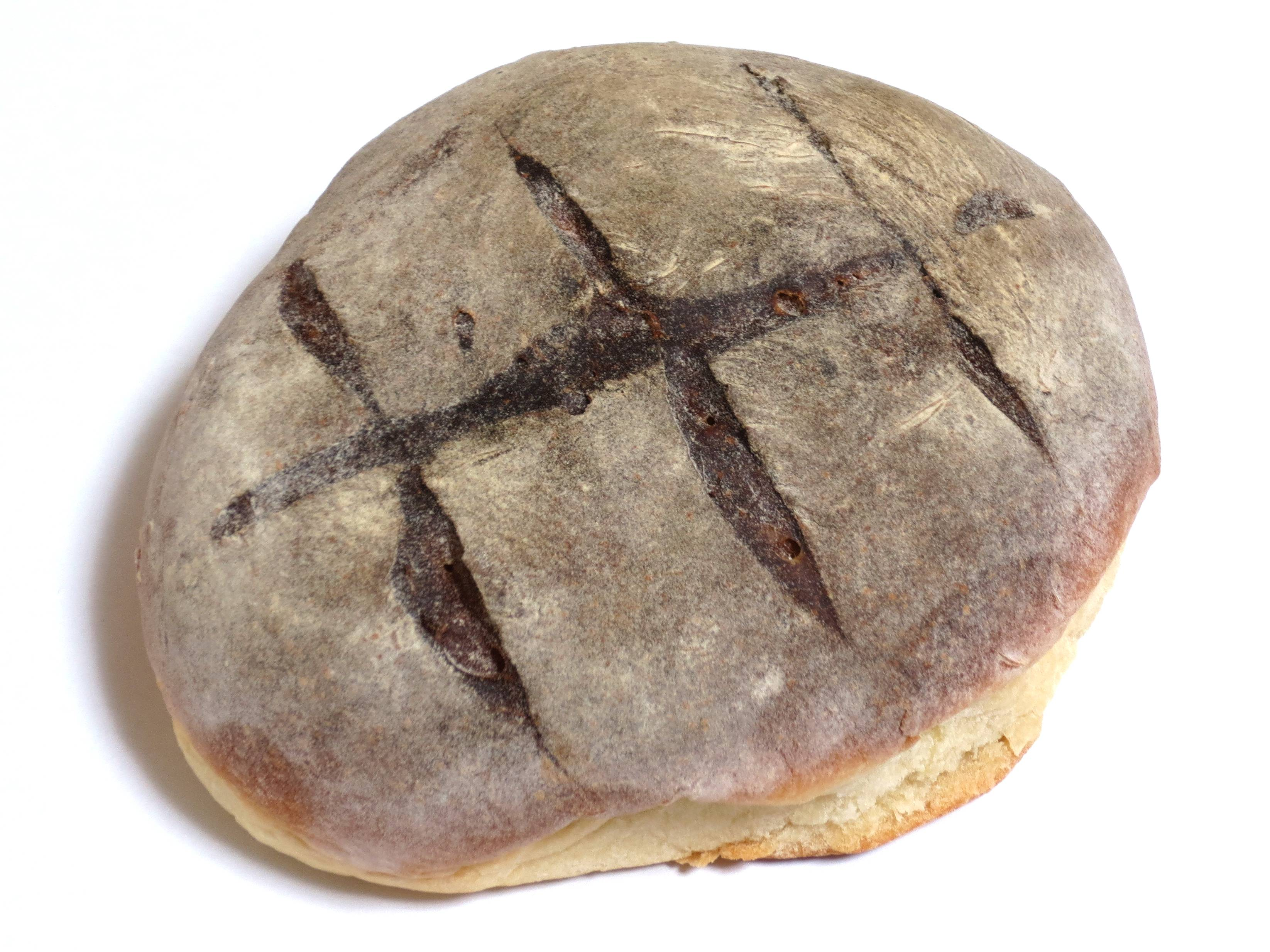
農林産物直売所取り扱い商品の例（とらおのパン）

- 駐車場（普通車47台、大型車2台、身障者用1台）
- トイレ（男4、女3、身体障害者用1）
- 情報提供
- 農産物直売所
  - 喫茶軽食コーナー

## 休館日
- 火曜日（祝日の場合は翌日）
- 年末年始

## 道路
- 群馬県道45号下仁田上野線

## 周辺
- 群馬県道202号黒滝山小沢線
- 南牧村立南牧小学校
- 磐戸郵便局
- JA甘楽富岡なんもく支所